# هنرستان هنرهای زیبا (اصفهان)

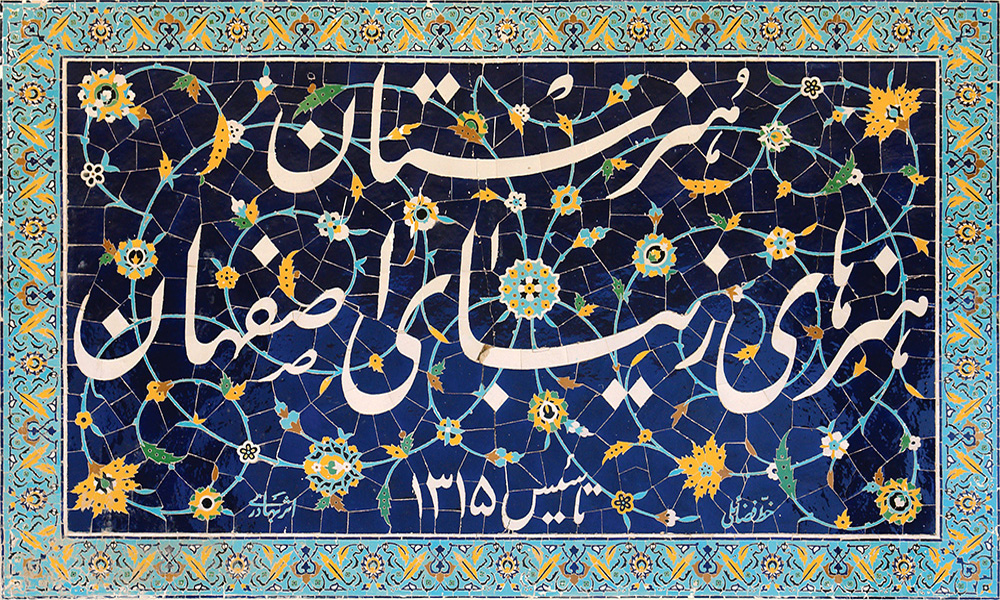

هنرستان هنرهای زیبا بعنوان یک مرکز آموزش هنری سر آغازی مربوط به دوره پهلوی دارد و ساختمان آن در اصفهان، خیابان مطهری، حد فاصل خیابان آیت الله شمس‌آبادی و پل آذر واقع شده است که در تاریخ ۲۴ اسفند ۱۳۸۳ با شمارهٔ ثبت ۱۱۵۴۱ به‌عنوان یکی از آثار ملی ایران به ثبت رسیده است. این هنرستان از مهم‌ترین مرکزهای آموزش هنر در ایران بوده و نمادی ارزشمند در این زمینه محسوب می‌شود.

## تاریخچه
این هنرستان با ایجاد دو رشته درودگری و فلزکاری فعالیتش را آغاز کرد و در کوچه تلفن خانه به مدیریت ویلهلم مایر آلمانی اداره می‌گشت. سپس در سال ۱۳۱۶ رشته مینیاتور، تذهیب و نقشه فرش به سرپرستی عیسی بهادری به آن اضافه شد. همچنین با اضافه شدن رشته‌های نقاش رنگ و روغن، منبت کاری، خاتم کاری، زری بافی، کاشی سازی، نقاشی کاشی و قلمزنی دارای هشت رشته هنری شد. سپس موزه‌ای از آثار استادان و شاگردان در قسمتی از هنرستان ایجاد شد که در سال ۱۳۲۱ محمد رضا شاه نیز از این هنرستان و موزه اش بازدید کرد. در سال‌های ۱۳۳۷ و ۱۳۳۸ آثاری ساخته شده در این هنرستان به دریافت «دیپلم دونور» و نیز نشان طلا و نقره و برنز از جشنواره جهانی هنری بروکسل و توکیو شدند. این هنرستان در سال‌های دهه چهل خورشیدی دارای شعبه‌های بسیاری شد و به شکوفایی ویژه‌ای دست یافته بود بطوری‌که هنرجویان خارجی نیز داشت. در این دوران رئیس‌جمهور آن زمان روسیه لئونید برژنف از این هنرستان دیدن کرد و اثری ماندگار از استادی روسی را به یادگار هدیه نمود. آدرس وب سایت این هنرستان www.hhz.irمی‌باشد و شامل سه بخش مدرسه راهنمایی موسیقی، هنرستان هنرهای زیبای پسران و هنرستان هنرهای زیبای دختران می‌باشد.

## رشته‌ها
از سال‌های دهه چهل خورشیدی دوره آموزشی هنرستان دو دوره سه ساله بود که پانزده رشته‌های مختلف را ارائه می‌نمود: مینیاتور و تذهیب، نقاشی طبیعت رنگ و روغن، رنگرزی نباتی، زرگری، درودگری، کاشی سازی، نقاشی کاشی، زری بافی، قالی بافی، میناسازی، منبت کاری، خاتم کاری، مجسمه‌سازی، قلمزنی و نقاشی قالی.

## مدیریت هنرستان
مدیران بسیاری در سمت مدیر این هنرستان فعالیت داشتند که در میان آن‌ها باید از نخستین مدیر هنرستان، عیسی بهادری نام برد؛ او نزدیک به سی سال در این سمت حضوری مفید و ارزشمند داشت. او با مدیریت خود توانست این هنرستان را به مرکزی مهم در پرورش هنرهای زیبا و صنایع دستی تبدیل کند. هم‌اکنون مدیریت هنرستان سالانه دچار تغییر می‌شود و در اثر این گردش پیاپی و زمامداری مدیران نالایق و خشک، هنرستان هنرهای زیبا به شدت دستخوش افت کیفیت شده است.
درضمن، علاوه بر این مدیرانی برای این هنرستان تعیین می‌شوند که اصلاً به هنر هنرجویان اهمیت نمی‌دهند و ملاک شان برای تحصیل در هنرستان، فقط معدل و کارنامه هنرجو است.
به علاوه افرادی که معاونت رشته هارا دارند، بسیار افراد سودجو و پول‌پرست هستند و اکثریت آنها فاسد هستند و با پارتی بازی، حق هنرمندان واقعی را می‌خورند.

### مدیران هنرستان، از آغاز تا انقلاب (۱۳۵۷ خورشیدی)
- عیسی بهادری
- رضا ابوعطا، زاده: ۱۲۹۹ خورشیدی، اصفهان - درگذشت: ۱۳۷۷ خورشیدی، اصفهان - آرامگاه: آرامستان باغ رضوان (قطعه نام آوران).
- حسن نقیه، زاده: ۱۳۰۵ خورشیدی، اصفهان.

## فعالیت هنرستان، پس از انقلاب ۱۳۵۷
پس از انقلاب اسلامی، مدتی فعالیت هنرستان هنرهای زیبای اصفهان متوقف شد. مرداد ۱۳۵۹ خورشیدی، اصغر عبداللهی، که از نیروهای انقلابی بود، به مدیریت هنرستان منصوب شد و تا مرداد ۱۳۶۳ خورشیدی در آن پست حضور داشت. سال ۱۳۶۱ خورشیدی، بر اساس طرح جداسازی پسران و دختران در محیط‌های آموزشی، هنرستان دخترانه نیز در کنار این هنرستان بنیانگذاری شد.
در حال حاضر رشته‌های گرافیک، پویانمایی، سینما نقاشی، نمایش و موسیقی ایرانی و جهانی در این مکان آموزش داده می‌شود.

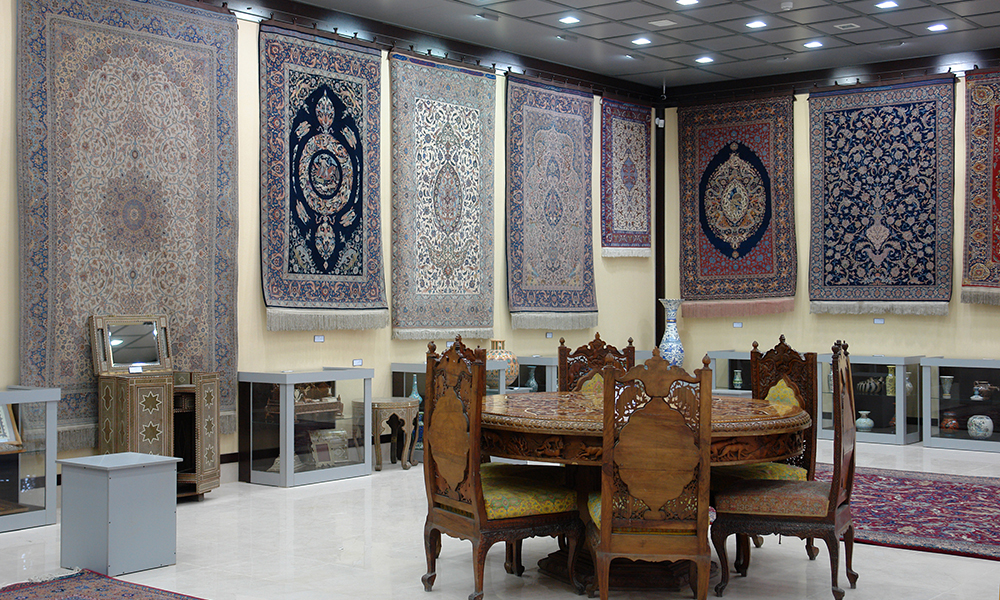

## موزه
در سال ۱۳۸۸ و بعد از سه سال تلاش موزه‌ای از آثار استادان و شاگردان این هنرستان در طی هفتاد سال عمر هنری آن ایجاد گشت. این موزه دربردارنده ۳۰۰ اثر هنری می‌باشد که این گنجینه دارای ۱۵ اثر معرق، ۳۱ اثر زری بافی، ۸۲ اثر مینا سازی، ۵۰ اثر سفالگری، ۳۲ تخته فرش، ۸ اثر خاتم کاری و ۸۱ اثر نقاشی رنگ روغن و نگارگری است.

## بن مایه‌ها
- موسوی، همایون. «نگاهی به آموزش متوسطه نقاشی در ایران»  ماهنامه پژوهشی هنری آیینه خیال، اسفندماه ۱۳۸۶، شماره ۵، ص ۷۳ و ۷۴.